# بابلو غابرييل غارسيا
بابلو غابرييل غارسيا (بالإسبانية: Pablo Gabriel García Pérez)‏ (مواليد 11 مايو 1977) هو لاعب كرة قدم. يلعب مع منتخب الأوروغواي لكرة القدم. سبق له أن لعب في كأس العالم لكرة القدم مع منتخب بلاده.

## مسيرته الكروية
لعب بابلو غابرييل غارسيا خلال مسيرته الاحترافية مع 11 ناديًا في عشرون موسمًا وسجل خلالها 14 هدفًا ضمن 332 مباراة. ولم يفز بأي موسم بالكأس أو بالدوري.
خاض بابلو غابرييل غارسيا مسيرته مع نادي مونتيفيديو واندررز في عامي 1996-1998 ولمدة موسمين، مشاركًا في 35 مباراة سجل خلالها هدفًا واحدًا. ثم انتقل إلى نادي بنيارول ما بين عامي 1998 و1999 لمدة موسم واحد، حيث شارك في 9 مباريات ولم يسجل أي هدف. لينتقل بعدها إلى نادي أتلتيكو مدريد ب في موسم 1998–99 ولمدة موسمين، مشاركًا في 38 مباراة سجل خلالها 3 أهداف. ثم انتقل إلى نادي إيه سي ميلان في موسم 2000–01 لمدة موسم واحد، مشاركًا في 5 مباريات ولم يسجل أي هدف. هذا وانتقل لاحقًا إلى نادي فينيزيا في موسم 2001–02 لمدة موسم واحد، مشاركًا في 14 مباراة ولم يسجل أي هدف أيضًا. ثم انتقل بعدها إلى نادي أوساسونا في موسم 2002–03 واستمر معه طيلة ثلاثة مواسم، مشاركًا في 78 مباراة سجل خلالها 6 أهداف. ليعود وينتقل من جديد، لكن هذه المرة إلى نادي ريال مدريد في موسم 2005–06 لمدة موسم واحد، مشاركًا في 22 مباراة ولم يسجل أي هدف. لينتقل بعدها إلى نادي سيلتا فيغو في موسم 2006–07 لمدة موسم واحد، مشاركًا في 14 مباراة ولم يسجل أي هدف أيضًا. ثم لعب في نادي ريال مورسيا في موسم 2007–08 لمدة موسم واحد، مشاركًا في 21 مباراة ولم يسجل أي هدف أيضًا. ليعود ويرتحل عنه إلى نادي باوك في موسم 2008–09 ليلعب معه ستة مواسم، مشاركًا في 93 مباراة سجل خلالها 4 أهداف. ثم انتقل إلى نادي سكودا زانثي في موسم 2013–14 لمدة موسم واحد، مشاركًا في 3 مباريات ولم يسجل أي هدف.

## روابط خارجية
- بابلو غابرييل غارسيا على موقع الاتحاد الدولي (مؤرشف)  (الإنجليزية)
- بابلو غابرييل غارسيا على موقع قاعدة بيانات كرة القدم.إي يو (الإنجليزية)
- بابلو غابرييل غارسيا على موقع ناشيونال فوتبول تيمز (الإنجليزية)
- بابلو غابرييل غارسيا على موقع Soccerway.com (الإنجليزية)
- بابلو غابرييل غارسيا على موقع AS.com (الإسبانية)